# Sten Johan Drakenberg
Sten Johan Drakenberg, född den 6 september 1818 på Hjälmarsberg i Almby socken, Örebro län, död den 10 maj 1908 i Stockholm, var en svensk ämbetsman. Han var far till Sten Drakenberg och farbror till Alrik Drakenberg.
Drakenberg blev student vid Uppsala universitet 1839 och avlade examen till rättegångsverken där 1843. Han blev auskultant i Svea hovrätt sistnämnda år , extra ordinarie notarie i nämnda hovrätt samma år, extra ordinarie kanslist i justitierevisionsexpeditionen samma år, vice häradshövding 1848, länsnotarie i
Stockholms län 1853, i Västmanlands län 1857, och landssekreterare i Stockholms län 1860. Drakenberg beviljades avsked från landssekreteraretjänsten 1885. Han blev ledamot av Patriotiska sällskapets förvaltningsutskott 1883 och vice ordförande i nämnda förvaltningsutskott 1887.  Drakenberg blev riddare av Nordstjärneorden 1869 och kommendör av första klassen av Vasaorden 1885.